# Бродівська середня загальноосвітня школа № 4
Бродівська загальноосвітня школа № 4 — опорний навчальний заклад I-III ступенів для отримання загальної освіти з елементами профільного навчання, яка розташована у м. Броди, на Львівщині.

## Історія
Перші відомості про старобрідську школу датовані 1879 роком. Того року на Старих Бродах відкрилася двокласна початкова школа, збудована на громадській землі, де на той час вже була невеличка господарська школа. У 1880 році у школі навчалося 89 дітей. У 1912 році громада села за сприяння графині Тишкевич спорудила нове двоповерхове приміщення трикласної школи з вежею, на якій знаходився годинник. Годинник працював лише три роки, оскільки під час першої світової війни російськими вояками було викрадено годинниковий механізм. На той час управителем школи був Василь Чередарчук. Через нестачу місця для усіх охочих навчатися у школі та завдяки війтові М. Міськевичу на початку 1920-х років старобрідська трикласна школа стала семикласною. У міжвоєнний період дітей навчали польські та спольщені «русинські» вчителі. Нині освітню традицію старобрідської школи продовжує Бродівська середня загальноосвітня школа № 4. На фасаді старого корпусу школи у 1977 році була встановлена меморіальна таблиця на честь майора Червоної армії О. І. Кобелєва, що загинув в боях за Броди у 1944 році. У 1978 році школа з восьмирічки була реорганізована в середню, а 1987 року було вікрито добудоване приміщення, яке постало на місці колишнього фруктового саду, поруч із старим корпусом. Нині у старому корпусі — двоповерховій будівлі з годинниковою вежею, навчаються молодші класи.
Покровителемем Старобрідської школи є Святий Йосип.

## Відомі учні та вчителі
- Ігор Зварич — український політик, президент Української асоціації хутровиків, народний депутат України V, VI скликань, доктор політичних наук, кандидат економічних наук.[4]
- Єднак Остап - український громадський діяч, позафракційний народний депутат Верховної Ради України VIII-го скликання, секретар комітету Верховної Ради України з питань екологічної політики.
- Іван Камінський (1912-1941) — диригент церковного і світського хорів, керівник драматичного гуртка. З приходом більшовицької влади у 1939 році був на посаді управителя Народної школи в Гаях Старобрідських. Заарештований того ж року. Загинув 1941 року у в'язниці «Бригідки» у Львові.[5]
- Оксана Линів — українська диригентка. Перша жінка-головний диригент Опери та філармонійного оркестру в місті Ґрац.
- Роман Скаковський — старшина Збройних сил України. Учасник війни на сході України.